# Deutsches Tagebucharchiv

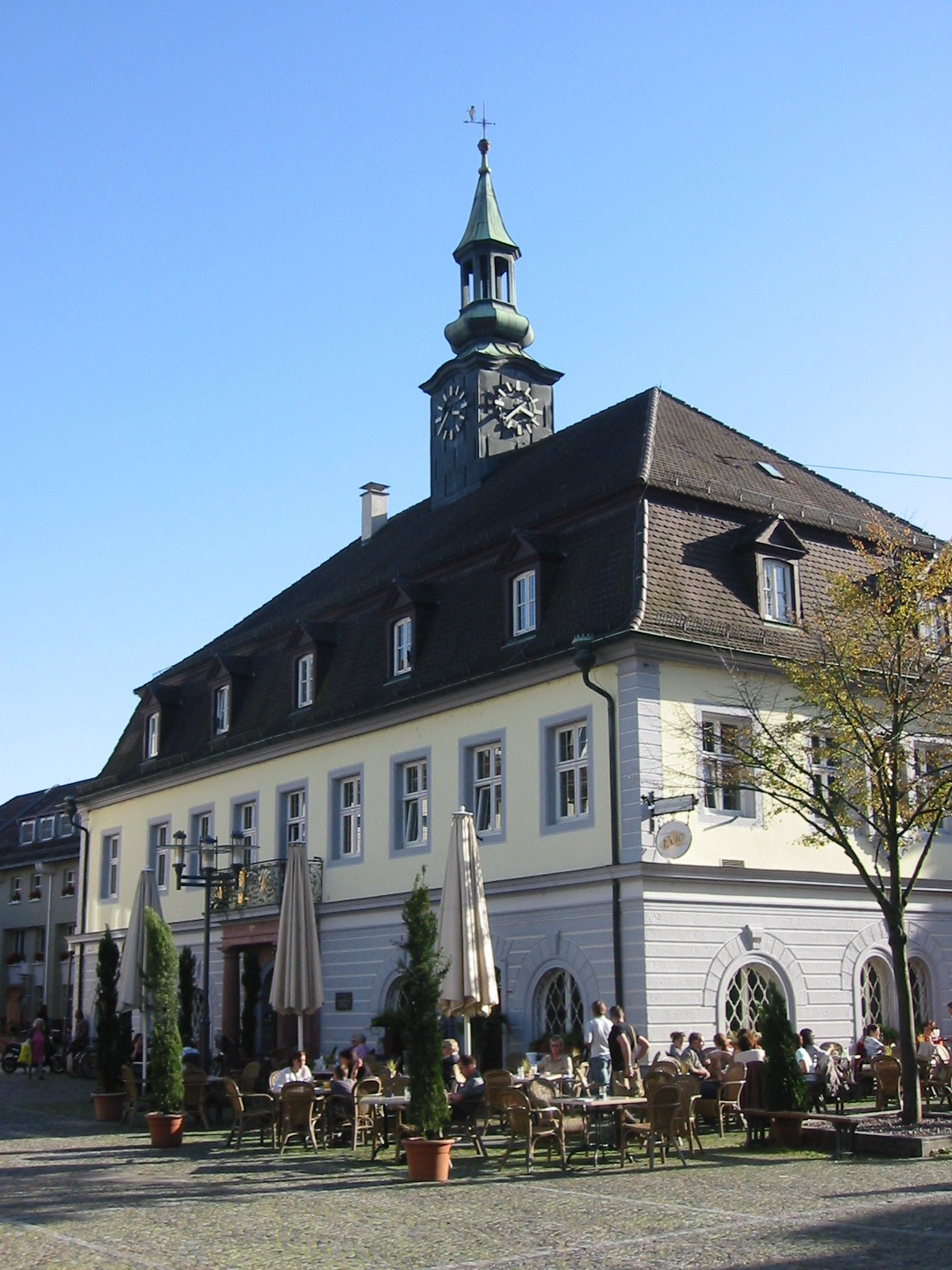
Das Deutsche Tagebucharchiv im Alten Rathaus von Emmendingen

Das Deutsche Tagebucharchiv e. V. (DTA) in Emmendingen sammelt seit 1998 private Lebenszeugnisse (Tagebücher, Lebenserinnerungen und Briefwechsel) aus der Zeit Ende des 18. Jahrhunderts bis zur Gegenwart. Das Archivgut steht der Wissenschaft und interessierten Studierenden für Recherchen zur Verfügung. Zurzeit umfasst es knapp 28.000 Zeitzeugnisse von über 5.500 Autoren (Stand Februar 2025).

## Gründung und Organisation
Das Tagebucharchiv (DTA) wurde im Januar 1998 in Emmendingen als Verein organisiert. Es finanziert sich aus den Beiträgen seiner Mitglieder, aus Eigenleistungen und aus Spendengeldern. Neben einer hauptamtlichen Geschäftsstellenleitung und einer wissenschaftlichen Mitarbeiterin beteiligen sich rund 100 Ehrenamtliche an der Archivierung, Digitalisierung und inhaltlichen Erschließung der gesammelten Lebenszeugnisse. Seit 2012 wird das Tagebucharchiv von der Stiftung Deutsches Tagebucharchiv unterstützt.
Im Juni 2015 wurde in Amsterdam ein Zusammenschluss europäischer Tagebucharchive gegründet, die EDAC (European Ego-Documents Archives and Collections Network).

## Konzept
Das Konzept des DTA sieht die Bewahrung von Alltagsgeschichte vor. Es werden die unveröffentlichten autobiografischen Lebensberichte aller Personen archiviert, sofern sie von Angehörigen oder den Schreibenden selbst nach einem Kontaktgespräch dem Archiv übergeben werden. 
Das Deutsche Tagebucharchiv ist nach eigenen Angaben die erste derartige Einrichtung in Deutschland. 
Im Jahr 2019 wurde das Archiv als „bewegliches Kulturdenkmal von besonderer Bedeutung“ in das Denkmalbuch des Landes Baden-Württemberg eingetragen.

## Benutzungs- und Recherchemöglichkeiten
Das Archiv kann nach Voranmeldung während der Öffnungszeiten benutzt werden. 
Im November 2014 wurde das kleine Museum im Deutschen Tagebucharchiv im Alten Rathaus Emmendingen eröffnet. Seitdem präsentiert das DTA den Besucherinnen und Besuchern die dritte thematische Ausstellung seiner Archivalien.
Die Website des Deutschen Tagebucharchivs bietet einen Online-Katalog für eine individuelle Recherche. Der Katalog ermöglicht die Suche nach Dokumenten auf der Basis von Stichworten und Ortsangaben.

## Ähnliche Einrichtungen
- Berliner Tagebuch- und Erinnerungsarchiv, 2005 am Heimatmuseum Treptow gegründet.[7]
- Die Sammlung des Schriftstellers Walter Kempowski in Haus Kreienhoop, Archivierung und Dokumentation von Lebenszeugnissen („Archiv für unpublizierte Autobiographien“).[8]